# 常設仲裁裁判所

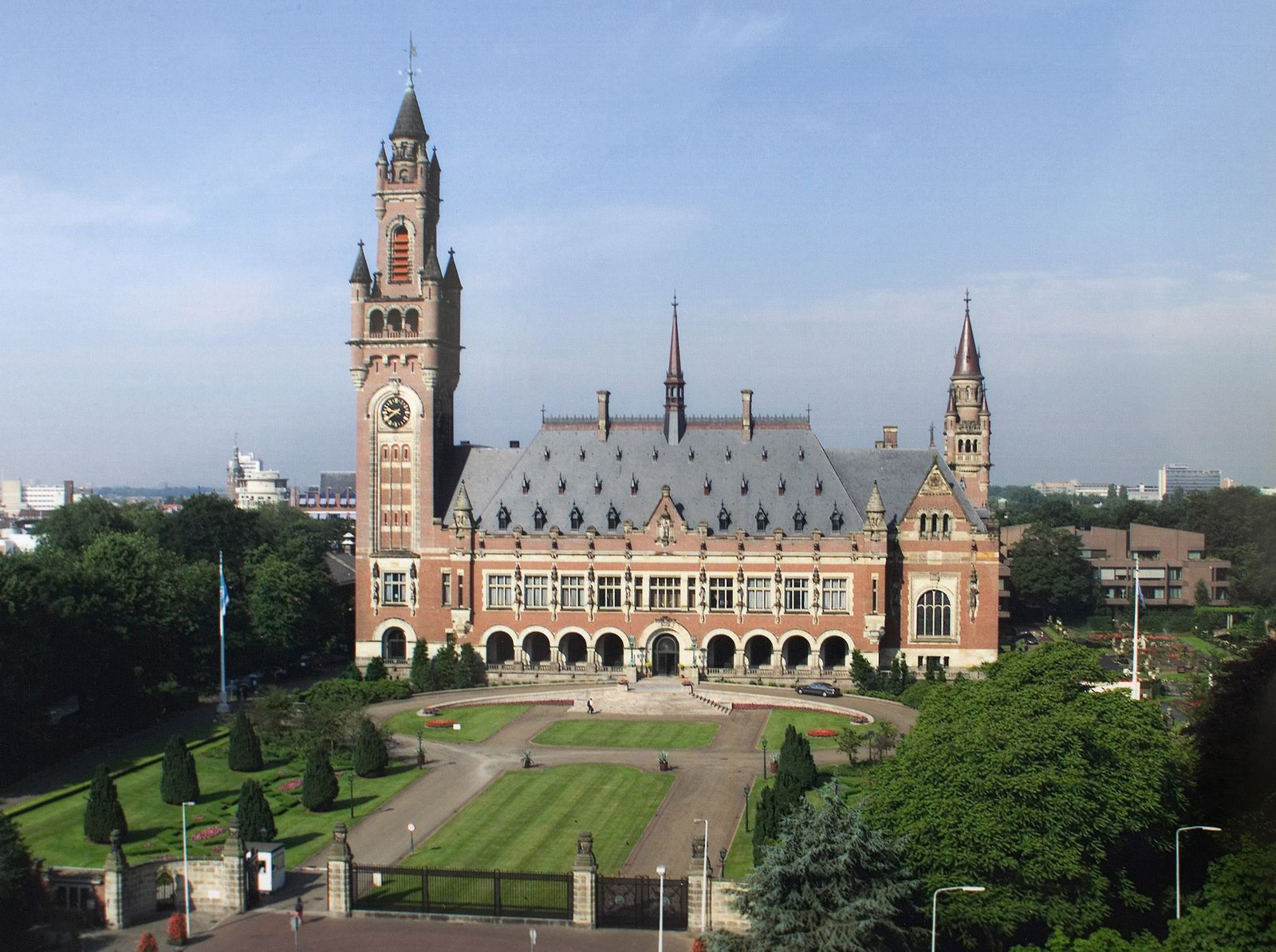
常設仲裁裁判所のあるハーグの平和宮殿 (The Peace Palace, Vredespaleis)

常設仲裁裁判所の締約国
1907年
1899年
未締約国

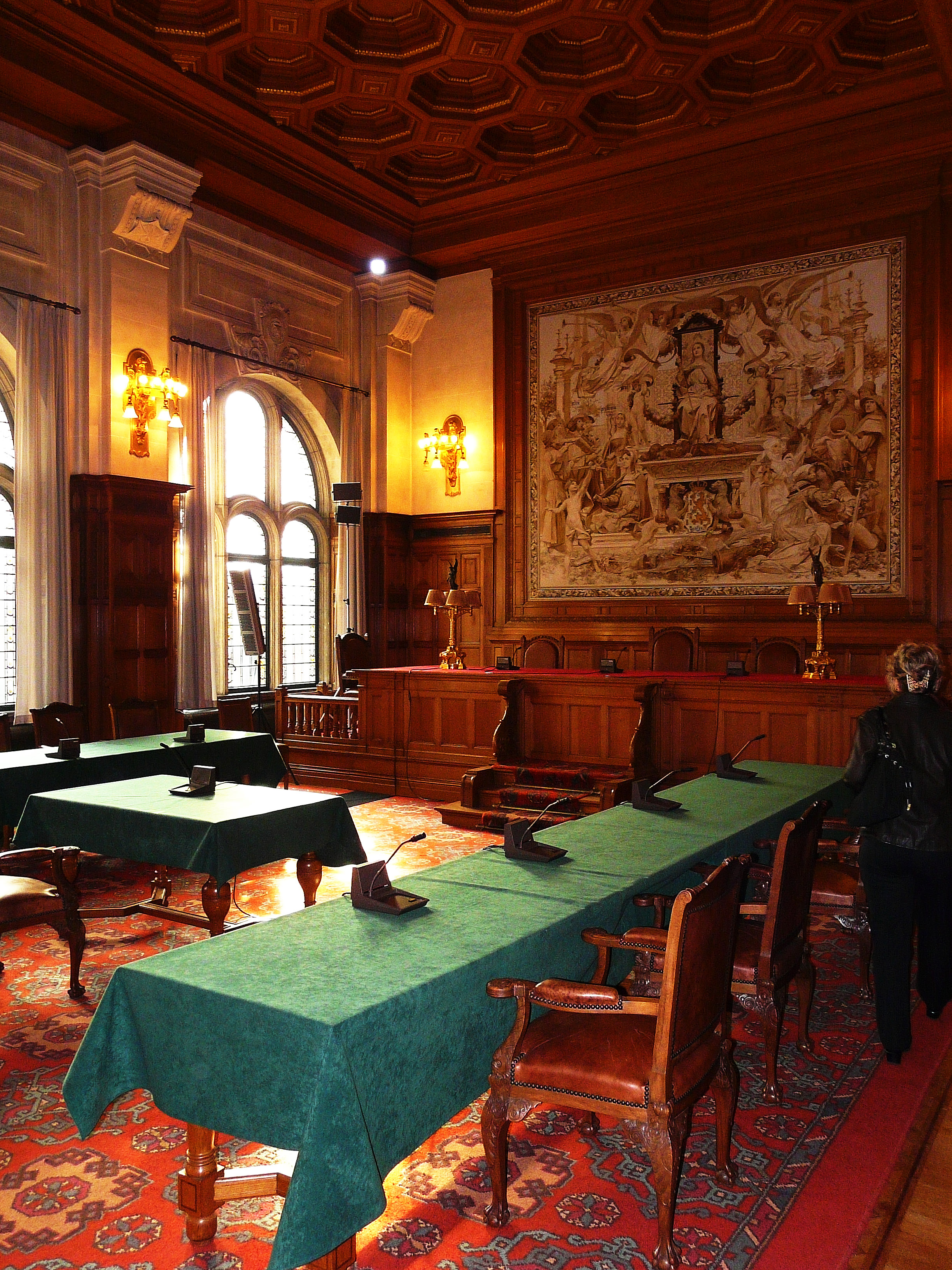
常設仲裁裁判所の法廷

常設仲裁裁判所（じょうせつちゅうさいさいばんしょ、英: Permanent Court of Arbitration、仏: Cour permanente d'arbitrage）は、1899年の第1回ハーグ平和会議で採択された国際紛争平和的処理条約に基づき、1901年に設立された常設の国際仲裁法廷で、オランダのハーグに設置されている。1899年に採択された原条約は1907年の第2回ハーグ平和会議で改正され、103の国が原条約または改正条約のいずれかを批准している。国際司法裁判所と同じハーグの平和宮殿内に設置されているが、別の機関である。

## 概要
「常設仲裁裁判所」は国家・私人・国際機関の間の紛争における仲裁・調停・国際審査を行うために常設されたもので、業務は国際法と国際私法の両領域を含む。常設といっても、裁判官名簿と付属的機構の「国際事務局」と「常設評議会」があるのみで不完全なものとなっている。　国家をまたぐ企業の取引に関する紛争を仲裁する国際商事仲裁は、その都度主要各国で国際仲裁裁判所が開かれる。
国際司法裁判所や国際海洋法裁判所と違い、「常設仲裁裁判所」は相手国が拒否しても手続きは進めることができる。紛争当事者は裁判官名簿から裁判官を選定する。その判決には法的拘束力があるが、裁判所は執行する権限は持たない。当裁判所の公的な作業語はフランス語および英語であるが、紛争当事者間で合意された言語で開廷することもできる。当裁判所の手続規則はUNCITRAL（国際連合国際商取引法委員会、CNUDCI）の仲裁規則に基づいている。
ハーグ司法ポータルは、ハーグに所在する国際機関および国際裁判所のあらゆる情報および文書へのアクセスを提供しているが、当裁判所とも密接な連携を保っており、常設仲裁裁判所重要裁判集の作成プロジェクトを立ち上げている。